# Amatorculus
Amatorculus – rodzaj pająków z rodziny skakunowatych. Obejmuje dwa opisane gatunki. 

## Morfologia i zasięg
Samce osiągają od 3,85 do 4,65 mm długości ciała przy karapaksie długości od 1,95 do 2,32 mm, a samice osiągają od 3,35 do 4,47 mm długości ciała przy karapaksie długości od 1,7 do 1,9 mm. Wysoki i szeroki karapaks ma w widoku bocznym lekko wysklepioną część głowową, a w widoku grzbietowym zaokrąglone za oczami tylno-bocznej pary boki. Równolegle ustawione szczękoczułki mają na przedniej krawędzi bruzdy pięć zębów. Na prostokątnych płytkach szczękowych brak jest wyrostków. Opistosoma (odwłok) samca jest w przedniej połowie grzbietowej strony nakryta skutum. Genitalia samicy cechują się płytką płciową o pośrodkowo położonym, okrągłym do eliptycznego przedsionku oraz wulwą o zafalowanych lub wyprostowanych przewodach kopulacyjnych i dużych spermatekach. Nogogłaszczki samca mają małą apofizę wentralną goleni, apofizę retrolateralną goleni rozwidloną na dwie gałęzie, kuliste lub owalne tegulum i krótki embolus.
Rodzaj neotropikalny, południowoamerykański, znany z Gujany Francuskiej oraz brazylijskich stanów Pará, Minas Gerais, Dystrykt Federalny i São Paulo.

## Taksonomia
Takson ten wprowadzony został w 2005 roku przez Gustava R.S. Ruiza i Antônia D. Brescovita na łamach „Revista Brasileira de Zoologia” jako monotypowy, z opisaną w tej samej publikacji Amatorculus stygius jako jedynym gatunkiem. Drugi gatunek, Amatorculus cristinae, opisany został przez tych samych autorów w 2006 roku. Nazwa rodzajowa oznacza po łacinie „mały przyjaciel”.